# Вітон (Міссурі)
Вітон (англ. Wheaton) — місто (англ. city) в США, в окрузі Баррі штату Міссурі. Населення — 672 особи (2020).

## Географія
Вітон розташований за координатами 36°45′42″ пн. ш. 94°3′25″ зх. д. / 36.76167° пн. ш. 94.05694° зх. д. (36.761613, -94.056991).  За даними Бюро перепису населення США в 2010 році місто мало площу 1,32 км², уся площа — суходіл.

## Демографія
Згідно з переписом 2010 року, у місті мешкало 696 осіб у 274 домогосподарствах у складі 175 родин. Густота населення становила 529 осіб/км².  Було 333 помешкання (253/км²).
Расовий склад населення:
| - 89,8 % — білих - 1,4 % — азіатів - 0,7 % — корінних американців - 0,1 % — чорних або афроамериканців - 5,2 % — осіб інших рас |

До двох чи більше рас належало 2,7 %. Частка іспаномовних становила 7,5 % від усіх жителів.
За віковим діапазоном населення розподілялося таким чином: 29,5 % — особи молодші 18 років, 56,9 % — особи у віці 18—64 років, 13,6 % — особи у віці 65 років та старші. Медіана віку мешканця становила 35,8 року. На 100 осіб жіночої статі у місті припадало 85,6 чоловіків;  на 100 жінок у віці від 18 років та старших — 81,2 чоловіків також старших 18 років.
Середній дохід на одне домашнє господарство  становив 34 502 долари США (медіана — 29 779), а середній дохід на одну сім'ю — 37 859 доларів (медіана — 36 429). За межею бідності перебувало 20,5 % осіб, у тому числі 28,1 % дітей у віці до 18 років та 6,9 % осіб у віці 65 років та старших.
Цивільне працевлаштоване населення становило 318 осіб. Основні галузі зайнятості: виробництво — 32,4 %, освіта, охорона здоров'я та соціальна допомога — 14,8 %, будівництво — 9,7 %, роздрібна торгівля — 9,1 %.